# Nes Ammim
Nes Ammim (hebr. נס עמים) – chrześcijańska wieś położona w Samorządzie Regionu Matte Aszer, w Dystrykcie Północnym, w Izraelu. Została założona przez europejskich chrześcijan, jako znak solidarności z narodem żydowskim po Holocauście. Jej ideologia podkreśla potrzebę dialogu chrześcijaństwa z judaizmem i innymi religiami.

## Położenie
Nes Ammim jest położona na wysokości 26 metrów n.p.m. w północnej części równiny przybrzeżnej Izraela. Leży w odległości 3 km od wybrzeża Morza Śródziemnego i około 2 km na zachód od podnóża wzgórz Zachodniej Galilei. Okoliczny teren łagodnie opada ku zachodowi. Na północ od wsi przepływa strumień Bet ha-Emek, a na południu strumienie Zoch i Jasaf. W otoczeniu wsi znajdują się miasta Naharijja i Akka, miejscowości Mazra’a, Kafr Jasif, Julis, Dżudajda-Makr, kibuce Lochame ha-Geta’ot, Ewron, Bet ha-Emek, Szamerat, moszawy Regba, Ben Ammi, Netiw ha-Szajjara, oraz arabska wieś Szajch Dannun.

### Podział administracyjny
Nes Ammim jest położona w Samorządzie Regionu Matte Aszer, w Poddystrykcie Akka, w Dystrykcie Północnym.

## Demografia
Populacja wsi składa się z europejskich imigrantów, będących chrześcijanami:

Źródło danych: Central Bureau of Statistics.

## Historia
W następstwie śmierci 6 milionów Żydów podczas Holocaustu w samym środku chrześcijańskiej Europy, w latach 50. XX wieku narodził się ruch chrześcijan, którzy byli głęboko wstrząśnięci tymi wydarzeniami i starali się odbudować stosunki chrześcijańsko-żydowskie. Ruch ten odrzucał konwersję Żydów na chrześcijaństwo, poszukując dróg dialogu między religiami i kulturami. Niektórzy z tych aktywistów wysunęli w swoich kościołach w Niemczech, Holandii, Szwajcarii i Stanach Zjednoczonych propozycję utworzenia w Izraelu chrześcijańskiej osady rolniczej, która mogłaby stać się ośrodkiem budowania więzi wzajemnego poszanowania. W listopadzie 1960 roku dr Johan Pilon i Jacob Bernath spotkali się ówczesnym ministrem finansów Lewi Eszkolem (późniejszym premierem). Poparł on ten projekt i zachęcił Dawida Ben Guriona oraz Goldę Meir do jego akceptacji. Projekt założenie chrześcijańskiej wsi w Ziemi Izraela budził dużo kontrowersji, zwłaszcza w środowiskach religijnych, które obawiały się, że taka osada bardzo szybko przekształci się w ośrodek nawracania Żydów na chrześcijaństwo. Uzyskano jednak wyraźne zapewnienia, że mieszkańcy wsi nie będą angażować się w działalność misyjną. Doprowadziło to do zakupu w 1962 roku 250 akrów ziemi od druzyjskiego szejka Galilei. W dniu 15 kwietnia 1963 roku nastąpiło założenie wsi, którą nazwano Nes Ammim. Nazwa wsi została zaczerpnięta z biblijnego wersetu z Księgi Izajasza 11,10: 
„Owego dnia to się stanie: Korzeń Jessego stać będzie na znak dla narodów. Do niego ludy przyjdą po radę, i sławne będzie miejsce jego spoczynku” (BT).
W latach 1963–1978 grupa holenderskich specjalistów technicznych pomogła wybudować szklarnie, zakładając hodowlę kwiatów przeznaczonych głównie na eksport. Przez wiele lat były one głównym źródłem dochodów wsi. Od połowy lat 70. XX wieku osada coraz częściej gościła grupy chrześcijańskich pielgrzymów przyjeżdżających do Ziemi Świętej. Do obsługi rosnącego ruchu turystycznego wybudowano pensjonat oraz schronisko młodzieżowe. Od lat 70. rząd Niemiec zezwala osobom odbywającym zastępczą służbę wojskową na pobyt i pracę w Nes Ammim. Wybuch w 1987 roku palestyńskiego powstania Intifady, a następnie w 2000 roku intifady Al-Aksa, doprowadziły do załamania się chrześcijańskiej turystyki, a w rezultacie zmniejszenia populacji wsi. Od tego czasu, jej mieszkańcy dodali do swojej działalności dążenie do pojednania izraelsko-arabskiego.

## Kultura i sport
W wiosce jest ośrodek kultury, boisko do piłki nożnej oraz basen pływacki. Organizowane są tutaj liczne seminaria oraz koncerty. Do Nes Ammim przyjeżdżają grupy wolontariuszy z różnych wyznań chrześcijańskich, którzy chcą się uczyć braterstwa i wzajemnego szacunku. Biorą oni udział w wykładach i kursach nauki języka hebrajskiego. W centrum wsi znajduje się pensjonat z 58 pokojami hotelowymi, obsługiwanymi przez wolontariuszy. W wiosce jest także małe muzeum dokumentujące historię powstania Nes Ammim.

## Gospodarka
Gospodarka wsi opiera się na rolnictwie i hodowli kwiatów. Większość mieszkańców Nes Ammim nie pozostaje w wiosce na stałe i po krótkim pobycie powraca do swoich domów za granicą. Kryzys w rolnictwie wymusił na mieszkańcach przeorientowanie lokalnej gospodarki na obsługę ruchu turystycznego.

## Transport
Z wsi wyjeżdża się na północ drogą nr 8611, która prowadzi na zachód do miejscowości Mazra’a i moszawu Regba, oraz do skrzyżowania z drogą nr 4.